# Stevns Herred
Stevns Herred var et herred i Præstø Amt. Herredet hørte i middelalderen til Sjællands Medelsyssel og var en del af Tryggevælde Len der i 1662 blev ændret til Tryggevælde Amt. Dette blev sammenlagt med Vordingborg Amt i 1750 , indtil det i 1803 (i henhold til reformen i 1793) blev en del af Præstø Amt.
I herredet ligger købstaden Store Heddinge og følgende sogne:
- Frøslev Sogn
- Havnelev Sogn
- Hellested Sogn
- Holtug Sogn
- Højerup Sogn
- Lille Heddinge Sogn
- Lyderslev Sogn
- Magleby Stevns Sogn
- Smerup Sogn
- Store Heddinge Sogn
- Strøby Sogn
- Varpelev Sogn